# 米格尔·塞佩达
米格尔·塞佩达（西班牙語：Miguel Zepeda，1976年5月25日—），墨西哥男子足球运动员，司职中场。他曾代表墨西哥国家队参加1999年国际足联联合会杯，结果队伍获得冠军。